# 후루에촌
후루에촌(古江村)은 일본 시마네현 야쓰카군에 설치되었던 촌이다. 현재의 마쓰에시의 일부에 해당한다.

## 역사
- 1889년 4월 1일 - 정촌제 시행에 의해 아이카군 후루에촌이 성립하였다.
- 1896년 4월 1일 - 군의 통합에 의해 야쓰카군에 소속되었다.
- 1955년 3월 10일 - 마쓰에시에 편입해 폐지되었다.

## 참고문헌
- 角川日本地名大辞典 32 島根県
- 『市町村名変遷辞典』東京堂出版、1990年。